# Karl Lasch

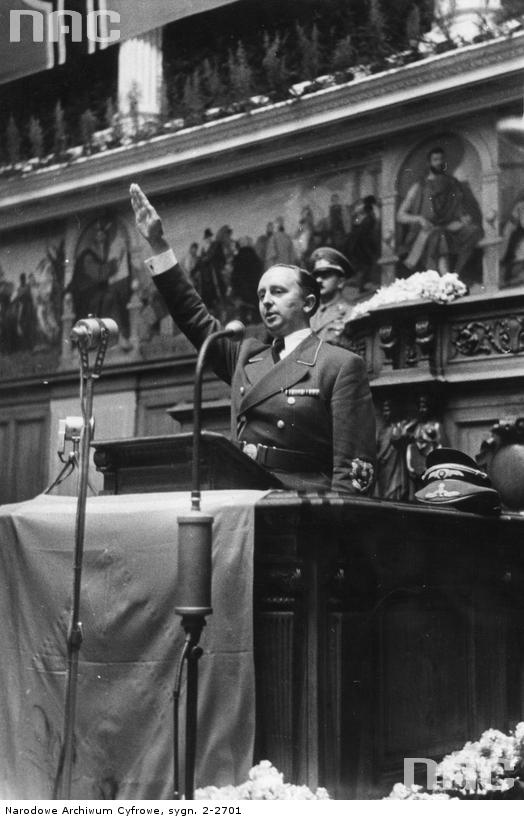
Karl Lasch 1941

Karl Lasch (* 29. Dezember 1904 in Kassel; † 1. Juni 1942 in Breslau) war ein deutscher Volkswirt und Jurist, der in der Zeit des Nationalsozialismus Karriere machte und während der Besetzung Polens zur Zeit des Zweiten Weltkriegs an Verfolgungsmaßnahmen gegen Juden beteiligt war.

## Leben und Wirken

### Bis 1933
Lasch besuchte als Sohn eines Dachdeckers das Wilhelmsgymnasium Kassel. Im Anschluss an eine Banklehre bei der dortigen Gewerbebank studierte er ab 1924 Volkswirtschaft an den Universitäten Köln, Göttingen und München und schloss das Studium im November 1927 mit Diplom ab. Anfang Juni 1928 wurde Lasch Revisor bei den Klöckner-Werken AG Castrop-Rauxel. 1928 promovierte er im Bereich Politikwissenschaften an der Universität Köln.
Trotz seiner guten Ausbildung und guten Zukunftsaussichten in der Industrie wählte er den Weg einer auf Korruption und  Betrügereien basierenden Karriere. Als erstes verlor er seine Stelle im Klöckner-Konzern wegen finanzieller Unregelmäßigkeiten. Seine anschließende Tätigkeit als Wirtschaftstreuhänder in Kassel endete mit einer Anklage wegen Unterschlagung. Das Verfahren wurde bald eingestellt. Im März 1932 leistete er den Offenbarungseid. Im Winter 1931 zog er nach München, um dort Rechtswissenschaft zu studieren. Gleichzeitig nahm er eine Stelle bei der Bayerischen Lebensversicherung Allianz an.
Während seiner Münchner Zeit lernte Lasch den damaligen Justizkommissar und Bayerischen Justizminister Hans Frank kennen, der ihn zum Nationalsozialismus bekehrte und bald sein größter Förderer wurde.
1930 trat er in den BNSDJ ein. Zum 1. Juni 1931 trat er der NSDAP bei (Mitgliedsnummer 547.640). Lasch arbeitete fortan für deren Rechtsabteilung. In der SA erreichte Lasch den Rang eines Sturmbannführers.

### Ab 1933
Anfang Juni 1933 machte ihn Frank zum kommissarischen Geschäftsführer und im Oktober 1933 zum hauptamtlichen Geschäftsführer der Akademie für Deutsches Recht. Anfang 1934 wurde er Direktor der Akademie für Deutsches Recht. Er nutzte die Stellung, um ihm zugesandte noch nicht veröffentlichte Arbeiten in seiner Juradissertation Das Führerprinzip im Aktienrecht zu plagiieren. Diese diktierte er in 14 Tagen seiner Sekretärin. Seine „Dissertation“ verteidigte er in Köln 1935 nach einer 30-stündigen Unterweisung in den Rechtswissenschaften. Somit war Lasch kein Jurist. Der Schwindel mit seinem Doktorgrad flog erst Jahre später auf.
Außerdem war Lasch Hauptstellenleiter im Reichsrechtsamt der NSDAP. Daneben wurde er Leiter des Amtes für NS-Juristen in der Auslandsorganisation der NSDAP. In diesen Funktionen kandidierte auf dem Wahlvorschlag der NSDAP auf dem Listenplatz mit der Nummer 519 bei der Wahl zum Deutschen Reichstag am 29. März 1936, zog aber nicht in den nationalsozialistischen Reichstag ein. Er wohnte damals in Berlin-Schöneberg.

### Ab 1939
Auch nach Beginn des Zweiten Weltkrieges sorgte Frank für seinen Freund. Ende Oktober 1939 machte er ihn zum Gouverneur des Distrikts Radom (GG) im von Deutschland besetzten Polen. Im August 1941 wechselte er als Gouverneur in den Distrikt Galizien.
Während seiner gesamten Tätigkeit in Polen zeigte Lasch sich als erbarmungsloser Antisemit, der antijüdische Maßnahmen aus eigenem Antrieb und mit großer Grausamkeit durchführte. Gleichzeitig erpresste er Unmengen von Geld, Wertgegenständen und Möbel von Juden, die ihn um Hilfe baten. Er schickte Mittäter und Freunde wie den Münchner Kunsthändler Hans Moser, seinen Schwager, den Buchhändler Willi Frevert, und seinen Adjutanten Leder auf Einkaufs- und Raubreisen nach Holland und Frankreich, um große Mengen wertvoller Teppiche, Seidenstoffe und Spirituosen in das GG zu schmuggeln. Lasch wurde schließlich denunziert. Ein am 30. September 1941 gegen ihn durchgeführtes Parteigerichtsverfahren wegen Unregelmäßigkeiten wurde allerdings gegen Auflagen eingestellt. Lasch war beschuldigt worden, Akademiegelder veruntreut und seinen Titel Dr. jur. nicht korrekt erworben zu haben. Lasch, dem die NSDAP-Ämterwürdigkeit auf drei Jahre aberkannt worden war, wurde durch Generalgouverneur Hans Frank am 6. Januar 1942 von seinem Gouverneursamt beurlaubt.
Als sich die Affäre zu einem Machtkampf zwischen Heinrich Himmlers SS und Hans Frank ausweitete und Lasch wegen Korruption angeklagt wurde, musste Frank seinen Zögling fallen lassen. Lasch wurde am 24. Januar 1942 verhaftet und in Krakau inhaftiert. Am 9. Mai 1942 wurde Lasch vor einem Sondergericht wegen „Korruption, Schiebergeschäften und Devisenvergehen“ angeklagt. Am 1. Juni 1942 kam Lasch vor Abschluss des Verfahrens entweder in Breslau oder im KZ Auschwitz zu Tode.  Die Todesurkunde wurde im Staatlichen Museum Auschwitz-Birkenau gefunden. Sie ist aber einige Monate später erstellt worden, sodass der genaue Todeshergang im Dunkeln bleibt.  Bis heute ist unklar, ob er auf persönliche Weisung Heinrich Himmlers  erschossen wurde oder ob er Suizid beging.